# Valea Calului
Valea Calului – wieś w Rumunii, w okręgu Ardżesz, w gminie Șuici. W 2011 roku liczyła 100 mieszkańców.